# 罗纳河号列车
罗讷河号（法語：Le Rhodanien）是曾经运行于法国首都巴黎至该国南部城市马赛间一班长途列车所使用的名称，由法国国家铁路在1964年至1978年间开行。其法文名称的字面意思源自法国河流罗讷河，它不仅寓意列车行经该河流域，同时也用以形容相关的河谷以及当地所使用的法兰克-普罗旺斯语方言。列车自开行以来曾先后被纳入快速列车及全欧快车等类别，直至1978年停运。

## 历史
罗讷河号分为两个截然不同的时代。它最初是在1964年作为国际性质的快速列车（Rapide）运营于瑞士日内瓦至法国马赛之间，经由屈洛、尚贝里、格勒诺布尔、瓦朗斯及阿维尼翁运行。至1971年，罗讷河号的运行线路及服务类别被完全改变，它成为一列全一等车厢等级、仅在法国本土开行的全欧快车（TEE），提供巴黎－马赛间的服务，并经由里昂、瓦朗斯及阿维尼翁运行，单程耗时约6小时35分。罗讷河号最终于1978年停运。
| 17次 | 17次  | 停靠站   | 16次  | 16次 |
| 里程 | 时刻  | 停靠站   | 时刻  | 里程 |
| ---- | ----- | -------- | ----- | ---- |
| 0    | 17:25 | 巴黎     | 13:55 | 863  |
| 512  | 21:11 | 里昂     | 10:12 | 351  |
| 617  | 22:07 | 瓦朗斯   | 09:13 | 246  |
| 742  | 23:02 | 阿维尼翁 | 08:14 | 121  |
| 863  | 23:59 | 马赛     | 07:15 | 0    |

## 使用车辆
罗讷河号在快速列车时代使用法国国家铁路提供的X 2770型柴联车担当运营，采取2节至5节编组，在每种形式中都有两节动力车设于编组两端。这些车辆此前一直被运用于全欧快车中。
当罗讷河号升级为全欧快车后，其又转变为由机车牵引的客车车厢形式。其中牵引机车采用供电制式为1500伏直流电的CC 6500型电力机车；客车车厢则采用基于DEV不锈钢型车厢开发的西北风69式（Mistral 69）车厢，最初为8节编组，包括1节A4Dtux型守车、4节A8tu型隔间座车、2节A8u型开放座车和1节Vr型餐车。自1975年6月1日起，罗讷河号偶尔还会在编组中增设1节或2节加挂车厢。
| ←马赛巴黎→ |          |      |          |          |          |          |      |
| \| 隔间座车 \| 开放座车 \| 餐车 \| 开放座车 \| 隔间座车 \| 隔间座车 \| 隔间座车 \| 守车 \| \| 巴黎 - 马赛 \| \| \| \| \| \| \| \| |          |      |          |          |          |          |      |
| 隔间座车 | 开放座车 | 餐车 | 开放座车 | 隔间座车 | 隔间座车 | 隔间座车 | 守车 |
| 巴黎 - 马赛 |          |      |          |          |          |          |      |

此外，在罗讷河号13年的运营生涯中，其餐车的服务均由国际卧铺车公司（简称）提供。